# Тарнянское сельское поселение
Тарнянское сельское поселение или муниципальное образование «Тарнянское» — упразднённое муниципальное образование в Шенкурском муниципальном районе Архангельской области. Существовало с 2006 года по 2012 год. 
Соответствует административно-территориальной единице в Шенкурском районе — Тарнянскому сельсовету (с центром в деревне Рыбогорская).
Административный центр находился в деревне Рыбогорская.

## География
Тарнянское сельское поселение находилось на западе Шенкурского района.

## История
Муниципальное образование было образовано в 2006 году
Законом Архангельской области от 2 июля 2012 года № 523-32-ОЗ, были преобразованы путём объединения муниципальные образования «Никольское» и «Тарнянское» — в Никольское сельское поселение, с административным центром в деревне Шипуновская.

## Население
| 2010 | 2012 |
| ---- | ---- |
| 159  | ↘152 |

## Состав поселения
В состав сельского поселения входили деревни:
- Анисимовская
- Боровинская
- Давыдовская
- Зуевская
- Ивановская
- Кульковская
- Лепшинская
- Пакшинская
- Рыбогорская
- Степановская
- Уксора
- Фоминская
- Шульгинская
- Якуровская